# Rhododendron hirsutum
Espèce
Classification phylogénétique
Statut de conservation UICN

 LC  : Préoccupation mineure
Le Rhododendron cilié, Rhododendron hirsute ou Rhododendron poilu (Rhododendron hirsutum) est un arbuste à feuillage persistant du genre Rhododendron et de la famille des Éricacées.
Contrairement à la majorité des Rhododendrons, qui poussent généralement en terre de bruyère  (pH < 6), cette espèce accepte d'être cultivée en sols neutres (pH = 7), voire légèrement calcaires (pH > 7).

## Description

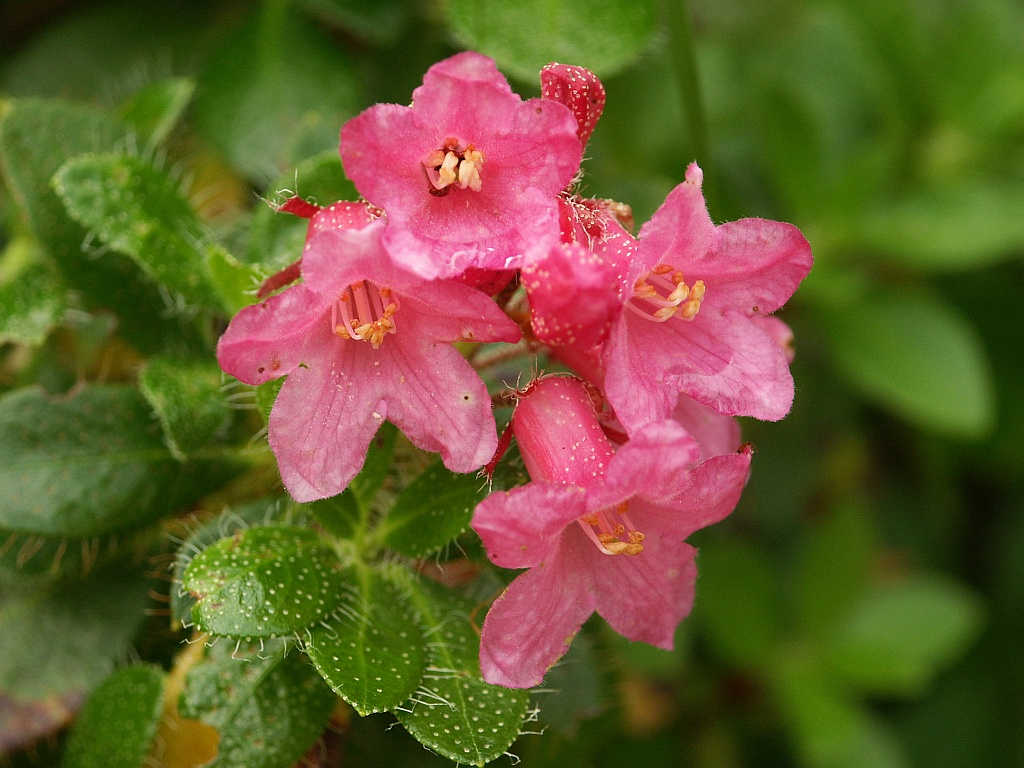
Fleurs.